# Bolo l'espace art et culture
Bolo l'espace art et culture est un centre d'art contemporain situé à Douala dans le quartier Akwa au Cameroun.

## Histoire
Bolo l'espace art et culture voit le jour en 2015, au lieu dit camp Yabassi un coin populaire de Douala I par l'entremise d'une collectionneuse d'art Edith Mbella.

## Activités
Bolo l'espace art et culture est un espace d'exposition, un lieu d'échange culturel destiné à la promotion des arts et des artistes. Bolo l'espace art et culture aide les carrières naissantes et établies, propose des visites d'ateliers, des échanges avec divers personnalités du milieu de l'art.
Voici quelques activités de Bolo l'espace art et culture :
- Galerie
- Vernissages[4]
- Expositions[5]
- Résidences[6]
- Centre culturel[7]
- Conférences et débats[8]
- Mode et danse
- Musique